# أديلينا فون فيرستنبيرغ
أديلينا فون فيرستنبيرغ (بالتركية: Adelina von Fürstenberg)‏ هي أمينة متحف تركية، ولدت في 1946 في إسطنبول في تركيا.